# Laurence Henry Hicks
Laurence Henry Hicks (ur. 1912 w Londynie, zm. 21 kwietnia 1997 w Melbourne) – australijski kompozytor. 
W kwietniu 1952 został mianowany pierwszym dyrektorem muzycznym Royal Australian Air Force (RAAF). W 1963 został odznaczony Orderem Imperium Brytyjskiego za zasługi dla muzyki. Skomponował melodię do Nauru Bwiema, narodowego hymnu Republiki Nauru (1968).